# Serotonergt syndrom
Serotonergt syndrom är ett potentiellt livsfarligt tillstånd av akut drogförgiftning som kan inträffa vid kombination/överdos av serotoninökande läkemedel. Detta gäller främst MAO-hämmare och SSRI, som är läkemedel mot depression, men inbegriper även läkemedel mot smärta (analgetika, till exempel tramadol och fentanyl). Om dessa analgetika tas i samband med MAO-hämmare och SSRI samt av narkotika såsom amfetamin, LSD och ecstasy (MDMA) kan serotonergt syndrom inträda.
Symptomen är främst muskelryckningar (kramper, spasmer), illamående och förhöjt blodtryck, förvirring, hypertermi (förhöjd kroppstemperatur), hypomana symptom (lindrig mani), koordinationsstörningar, hyperreflexi (lättretliga reflexer), tremor (skakiga, ofrivilliga rörelser vanligen i fingrar, händer, armar eller huvud), agitation.